# Onzième gouvernement de l'État espagnol
Royaume d'Espagne
Franco X Franco XII
Le Onzième gouvernement de l'État espagnol (Undécimo gobierno del Estado español) était le gouvernement du royaume d'Espagne, du 22 juillet 1967 au 29 octobre 1969.

## Contexte
Agustín Muñoz Grandes quitte la vice-présidence le 22 juillet 1967 pour raison de santé. Il est remplacé par l’amiral Luis Carrero Blanco le 21 septembre.

## Composition
| Poste                                              | Titulaire                                  |
| -------------------------------------------------- | ------------------------------------------ |
| Président du gouvernement                          | Francisco Franco                           |
| Vice-président                                     | Luis Carrero Blanco                        |
| Ministres                                          |                                            |
| Ministre des Affaires étrangères                   | Fernando María Castiella                   |
| Ministre de la Justice                             | Antonio María de Oriol                     |
| Ministre de l'Armée de terre                       | Camilo Menéndez Tolosa                     |
| Ministre de l'Armée de l'air                       | José Daniel Lacalle Larraga                |
| Ministre de la Marine                              | Pedro Nieto Antúnez                        |
| Ministre de l'Industrie                            | Gregorio López-Bravo                       |
| Ministre du Commerce                               | Faustino García-Moncó Fernández            |
| Ministre du Gouvernement                           | Camilo Alonso Vega                         |
| Ministre de la Présidence                          | Luis Carrero Blanco                        |
| Ministre des Travaux publics                       | Federico Silva Muñoz                       |
| Ministre de l'Agriculture                          | Adolfo Díaz-Ambrona Moreno                 |
| Ministre du Travail                                | Jesús Romeo Gorría                         |
| Ministre de l'Éducation                            | Manuel Lora-Tamayo José Luis Villar Palasí |
| Ministre des Finances                              | Juan José Espinosa San Martín              |
| Ministre du Logement                               | José María Martínez Sánchez-Arjona         |
| Ministre de l'information et du tourisme           | Manuel Fraga                               |
| Ministre, secrétaire général du Mouvement national | José Solís Ruiz                            |
| Ministre commissaire du plan de développement      | Laureano López Rodó                        |